# Менемен (станция)
Менемен (тур. Menemen) — железнодорожная станция поездов дальнего следования и одновременно станция системы пригородных электричек İZBAN  в городе Менемен провинции Измир, Турция. Каждый день через станцию идут поезда из/в Бандырму, Анкару, Афьон и Ушак.
К северу от станции двухпутная жд. ветка на Алиагу отделяется от Железной дороги Измир-Афьон.

## История
Станция Менемен была построена в 1866 году как станция на линии Смирна-Кассаба (Смирны ныне переименована в Измир, Кассаба в Тургутлу)  Путевое хозяйство станции расширено в 1938 году. В 1975 году линия была сделана двухпутной, а в 2002 году электрифицирована  напряжением 25 кВ переменного тока . С 2006 по 2010 год участок линии Басмане-Улукент в Измире был закрыт в связи со строительством железнодорожного тоннеля Каршияка. В это время пути на станции использовались как депо для пассажирских поездов.